# Nu Music
NU Music fue un canal de televisión por suscripción latinoamericano de origen mexicano, producido por MVS Televisión. Se especializó en emitir programación musical. Desde el 12 de febrero de 2015, Reemplazando a Exa TV en Latinoamérica. Se encontraba disponible para toda Latinoamérica. Debido a diversos acuerdos comerciales realizados por MVS, Nuevamente el 16 de marzo de 2020 fue remplazado por Exa TV .